# Soloi (Cyprus)
Soloi of Soli (Oudgrieks: Σόλοι;  Sóloi) is een stad uit de oudheid op Cyprus ten westen van Kyrenia. Haar inwoners worden Solii (Σόλιοι) genoemd waardoor men hen kan onderscheiden van die van Soloi in Cilicia die Soleis (Σολεῖς) worden genoemd. In de stad bevond zich ook een tempel voor Aphrodite en Isis. En uit de Acta Auxibii kunnen we opmaken dat er een tempel voor Zeus bij de westpoort was.

## Vroegste geschiedenis
De geschiedenis ervan gaat terug tot de 6e eeuw v. Chr. Soli was een van de tien stadskoninkrijken waarin Cyprus toen was verdeeld. Ze wordt voor het eerst genoemd in een opschrift van Sargon II op de stele van Kition als Si-il-li/lu, een van de tien koninkrijken van het eiland Iadnata. Het koninklijk paleis schijnt zich ten westen van het theater te hebben bevonden op een terras van de akropolis.

## Klassieke periode
Tijdens de Ionische Opstand werd Soloi geregeerd door Onesilos, de zoon van Chersis en Philocyprus en de drijvende kracht in de strijd tegen de Perzen die de iure over Cyprus heerste. Na de nederlaag van het landleger bij Salamis tegen de Perzen onder leiding van Artybas werd Onesilos verslagen en zijn hoofd aan de stadsmuren van Amathus opgehangen.

## Hellenistische periode
Soloi schijnt ook het eerste Cypriotische koninkrijk zou zijn geweest, dat naar Alexander overliep. Reeds na de val van Byblos zond de stad aan de Macedoniërs samen met Mallus drie schepen, terwijl de overige koningen zich pas bij de Macedoniërs aansloten na de slag bij Issus.
Nadat de Cypriotische koningen voor Tyrus naar Alexander overgelopen waren, hield Alexander na zijn terugkeer uit Egypte een theaterwedstrijd, die de koningen van Cyprus financierden. Nikokreon van Salamis financierde een stuk van Thessalus, Pasikrates van Soloi een van Athenodorus, die tegen de favorieten van Alexander won.

## Romeinse periode en later
Later behoorde het tot Cilicië en was een Atheense kolonie. De huidige resten van de stad dateren voornamelijk uit de Romeinse tijd. Vooral bekend is de mozaïekvloer van de basilica met vogels, andere dieren en geometrische patronen. Er is ook een theater maar dit is zozeer gerestaureerd dat het niet langer de sfeer van haar oorspronkelijke bouwjaar uitademt.
Uit de Byzantijnse periode is weinig bekend. De stad zal schade hebben opgelopen tijdens de aardbeving in de 4e eeuw. De kopermijnen raakten uitgeput en werden gesloten. De Stadiasmus maris magni, een periplus uit eind 3e eeuw, vermeldt Soloi als een havenloze stad. Ondanks dat de haven was verzand, nam het inwoneraantal van Soloi niet af. In de 4e eeuw werd er een grote basilica gebouwd die in de 6e eeuw door een groter exemplaar werd vervangen. Tijdens de verovering van Cyprus door de Arabieren in 649 werd de basilica verwoest en in kleinere vorm herbouwd. De stad raakte de volgende eeuwen echter steeds meer verlaten en werd uiteindelijk opgegeven.
Van Soli is het woord solecisme (grove taalfout) afgeleid. De Atheners beschouwden het dialect van Soli als een barbaarse en gecorrumpeerde vorm van het Grieks (σολοικος).

## Koningen van Soloi
- Onesilos, zoon van Chersis en Philocyprus[7]
- Stasikrates
- Pasikrates (ttv. Alexander de Grote)
- Eunostos

## Beroemde inwoners
- Nikokles, zoon van Pasicrates, die Alexander vergezelde naar Indië[8]
- Stasanor, generaal van Alexander de Grote en later gouverneur van Drangiana, Bactrië en Sogdiana, na de stichting van Triparadeisos (4e eeuw v.Chr.)[9]
- Hiero van Soloi, die door Alexander uitgezonden werd om het Arabische schiereiland te omvaren, en ging tot aan de monding van de Perzische Golf.
- Klearchos van Soloi, Peripatetische filosoof, waarvan men denkt dat hij naar Alexandria aan de Oxus in Bactrië ging (4e eeuw v.Chr.).